# Altländer Pfannkuchenapfel

Altländer Pfannkuchenapfel es el nombre de una variedad cultivar de manzano (Malus domestica).
Una variedad de manzana cultivada, que pertenece al grupo de manzanas alemanas antiguas de la herencia, que se encontró en 1840 como una plántula casual en la zona de "Altes Land" en el Norte de Alemania. 
Esta variedad fue la elegida como la variedad de huerto del año 2006 en el Norte de Alemania.

## Sinonimia
- "Altlander pfannkuchenapfel",
- "Altländer",
- "Echter Altländer Pfannkuchenapfel",
- "Echter Pfannkuchenapfel".

## Historia
'Altländer Pfannkuchenapfel' es una variedad de manzana alemana antigua de la herencia, que se encontró en 1840 como una plántula casual en la zona de "Altes Land" cerca de Hamburgo. También conocida como la manzana para panqueques Altländer. Hoy en día, esta variedad se encuentra en la Lista Roja de cultivos nativos en peligro de extinción en Alemania. Esta Lista Roja incluye todo tipo de cultivos autóctonos y sus variedades, variedades autóctonas y variedades que se adaptaron a las condiciones locales y de importancia en Alemania. Esta variedad fue la elegida como la variedad de huerto del año 2006 por el «Pomologen-Verein» (Círculo de Pomólogos) en el Norte de Alemania.
'Altländer Pfannkuchenapfel' está cultivada en diversos bancos de germoplasma de cultivos vivos tales como en National Fruit Collection (Colección Nacional de Fruta) de Reino Unido con el número de accesión: 1951-163 y el nombre de accesión: Altlander Pfannkuchenapfel. Recibido por el "National Fruit Trials" (Probatorio Nacional de Frutas) en 1951 procedentes de Alemania.

## Características
'Altländer Pfannkuchenapfel' es un árbol que crece de débil a medianamente fuerte, y forma una copa ancha. El rendimiento llega tarde, luego es alto, pero no regular. La variedad prefiere suelos bien hidratados y ricos en nutrientes. Es sólo ligeramente susceptible a las enfermedades. Tiene un tiempo de floración que comienza a partir del 5 de mayo con el 10% de floración, para el 10 de mayo tiene una floración completa (80%), y para el 17 de mayo tiene un 90% caída de pétalos.
'Altländer Pfannkuchenapfel' tiene una talla de fruto de mediano a grande; forma del fruto ancha, plana, redondo que tiende a redondo cónico, a menudo irregular; con nervaduras débiles, y con corona débil; epidermis cuya piel es fina, con un color de fondo amarillo verdoso a amarillo que muestra sobre color (10-25%) de lavado de rojo intenso en la cara expuesta al sol, con algunas rayas más oscuras y abundantemente marcado con lenticelas de color claro que son más visibles en la cara coloreada, ruginoso-"russeting" (pardeamiento áspero superficial que presentan algunas variedades) débil; cáliz con ojo de tamaño moderadamente grande, y abierto, colocado en una cuenca profunda con forma de embudo, rodeada por una corona levemente protuberante; pedúnculo de longitud medio, y de un grosor de calibre medio, colocado en una cavidad profunda, en forma de embudo; pulpa es de color crema, textura crujiente, con sabor agridulce, y con solo un ligero aroma afrutado.
Las manzanas se consideran una variedad de invierno. Su tiempo de recogida de cosecha se inicia mediados de octubre. Se mantiene bien dos meses en frigorífico. El sabor mejora a partir del mes en el almacenamiento. La variedad era una antigua variedad comercial, que en tiempos pasados era una variedad común de veta en los mercados, ahora solo la cultivan los entusiastas amateur.

## Usos
Para consumirlo en fresco, como manzana postre de mesa cuando está plenamente madura. 
De uso sobre todo en la elaboración culinaria de panqueques. Hace una salsa agria, sabrosa, de color amarillo limón.

## Ploidismo
Diploide, auto estéril. Grupo de polinización: D, Día 14.